# Algar de Palància
Algar de Palància (spanisch Algar de Palancia) ist eine Gemeinde (municipio) mit 542 Einwohnern (Stand: 2024) in der spanischen Provinz Valencia. Sie befindet sich in der Comarca Camp de Morvedre.

## Geografie
Algar de Palància liegt etwa 32 Kilometer nördlich von Valencia in einer Höhe von ca. 205 m nahe der Mittelmeerküste. 

## Bevölkerungsentwicklung
| Jahr      | 1920 | 1950 | 1970 | 1981 | 1991 | 2001 | 2011 | 2021 |
| Einwohner | 603  | 628  | 494  | 438  | 393  | 420  | 576  | 499  |

## Sehenswürdigkeiten
- Marienkirche (Iglesia de la Virgen de la Merced)
- Reste des Verteidigungsturms im Rathaus

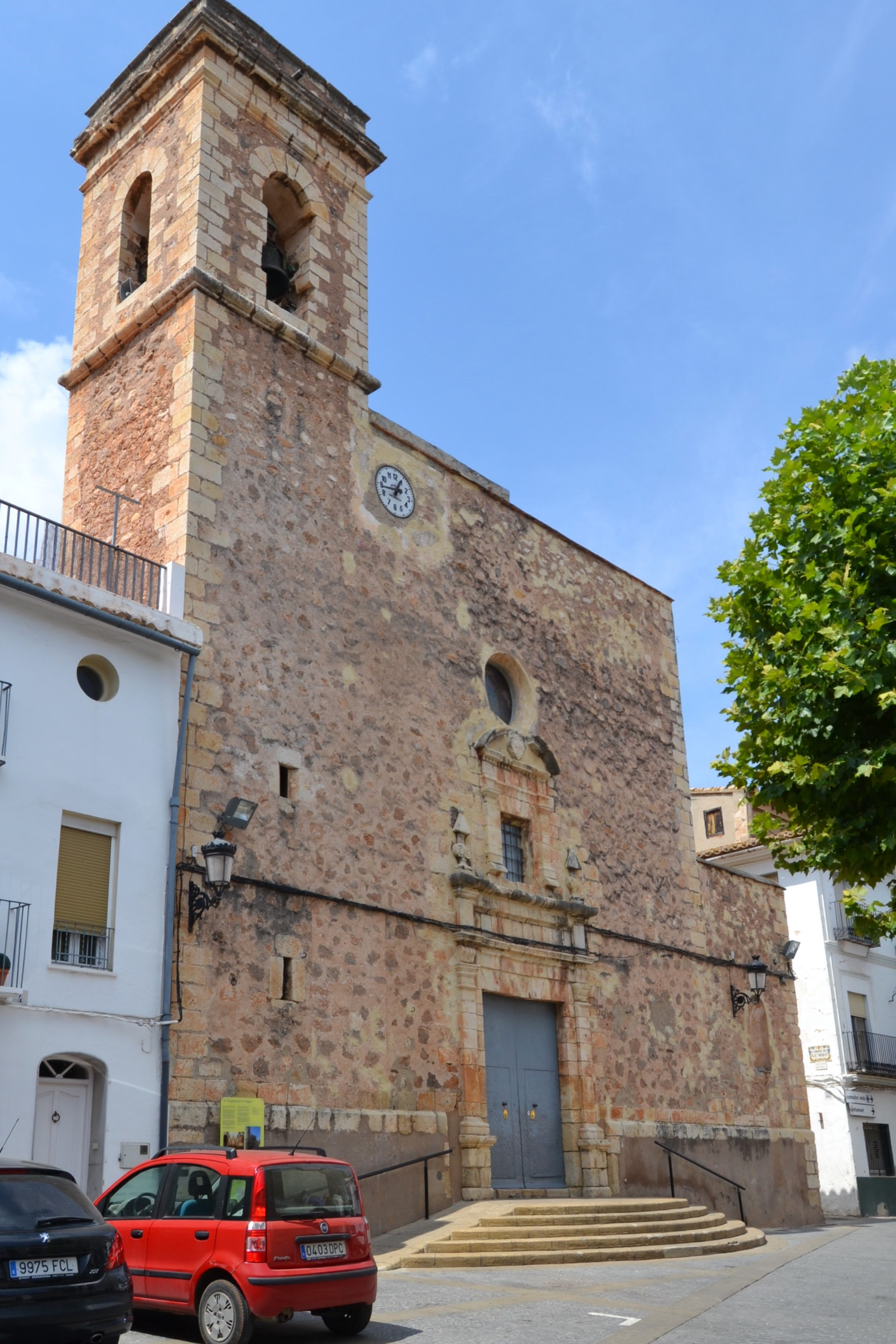
Marienkirche
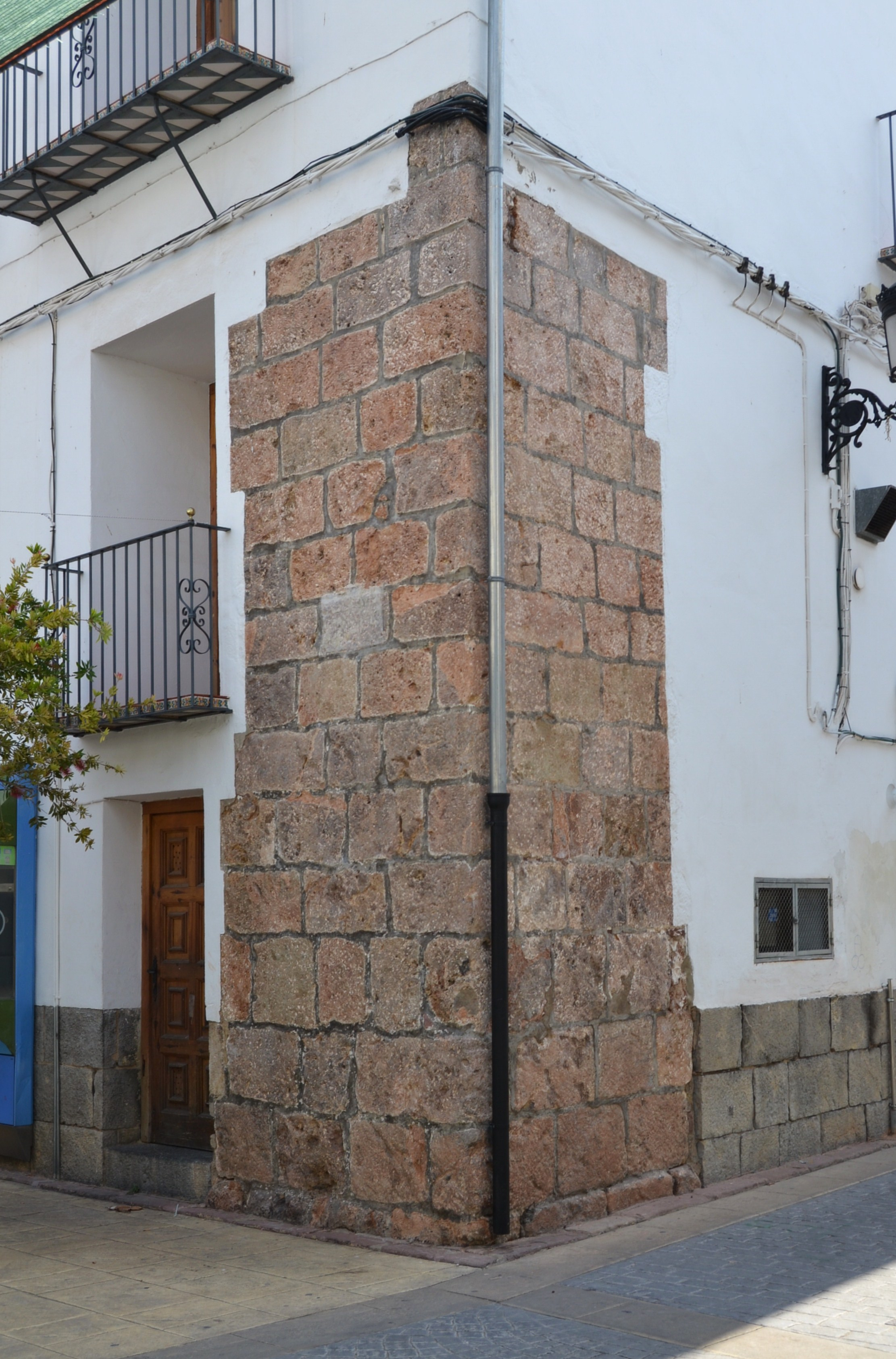
Reste des Verteidigungsturms
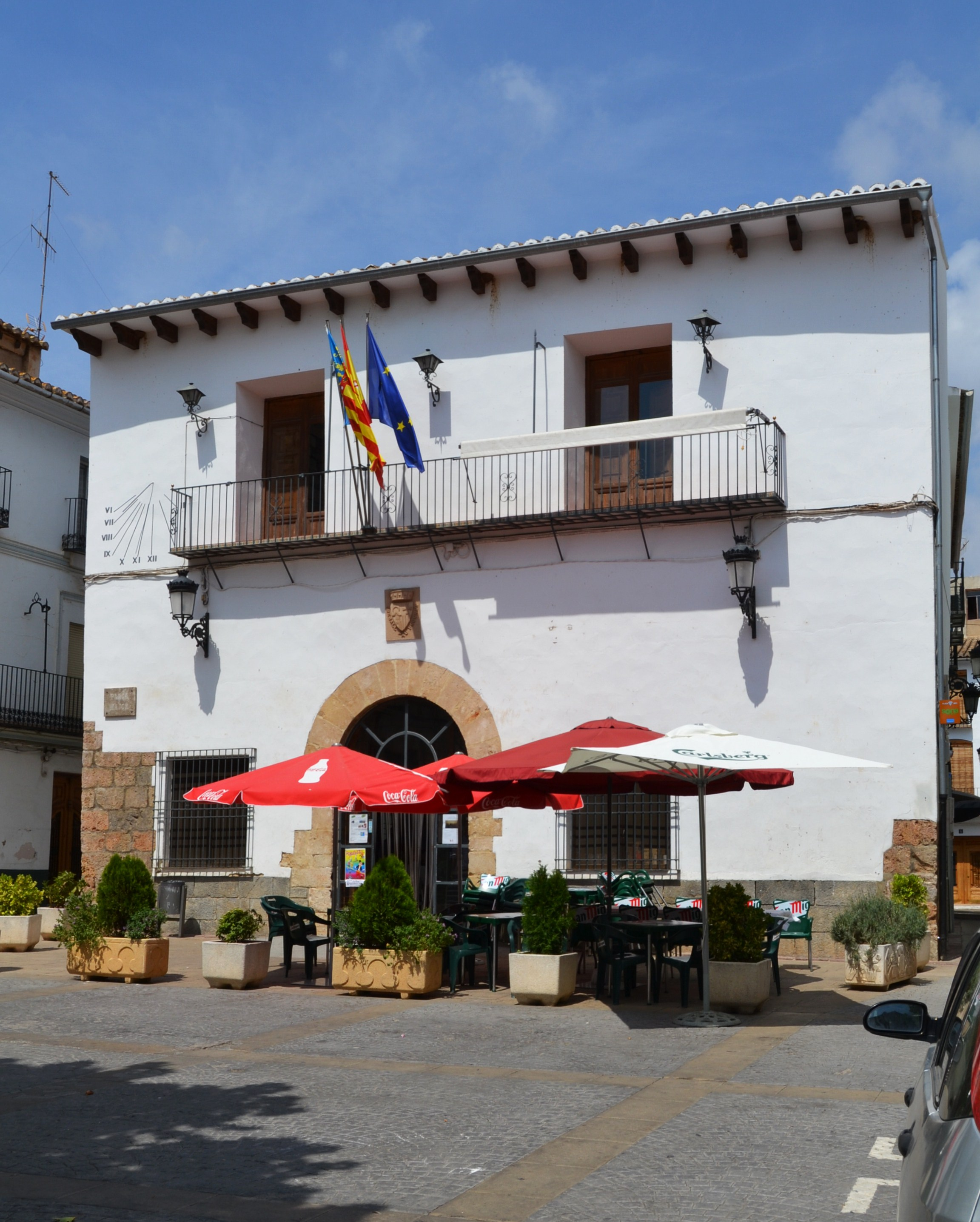
Rathaus
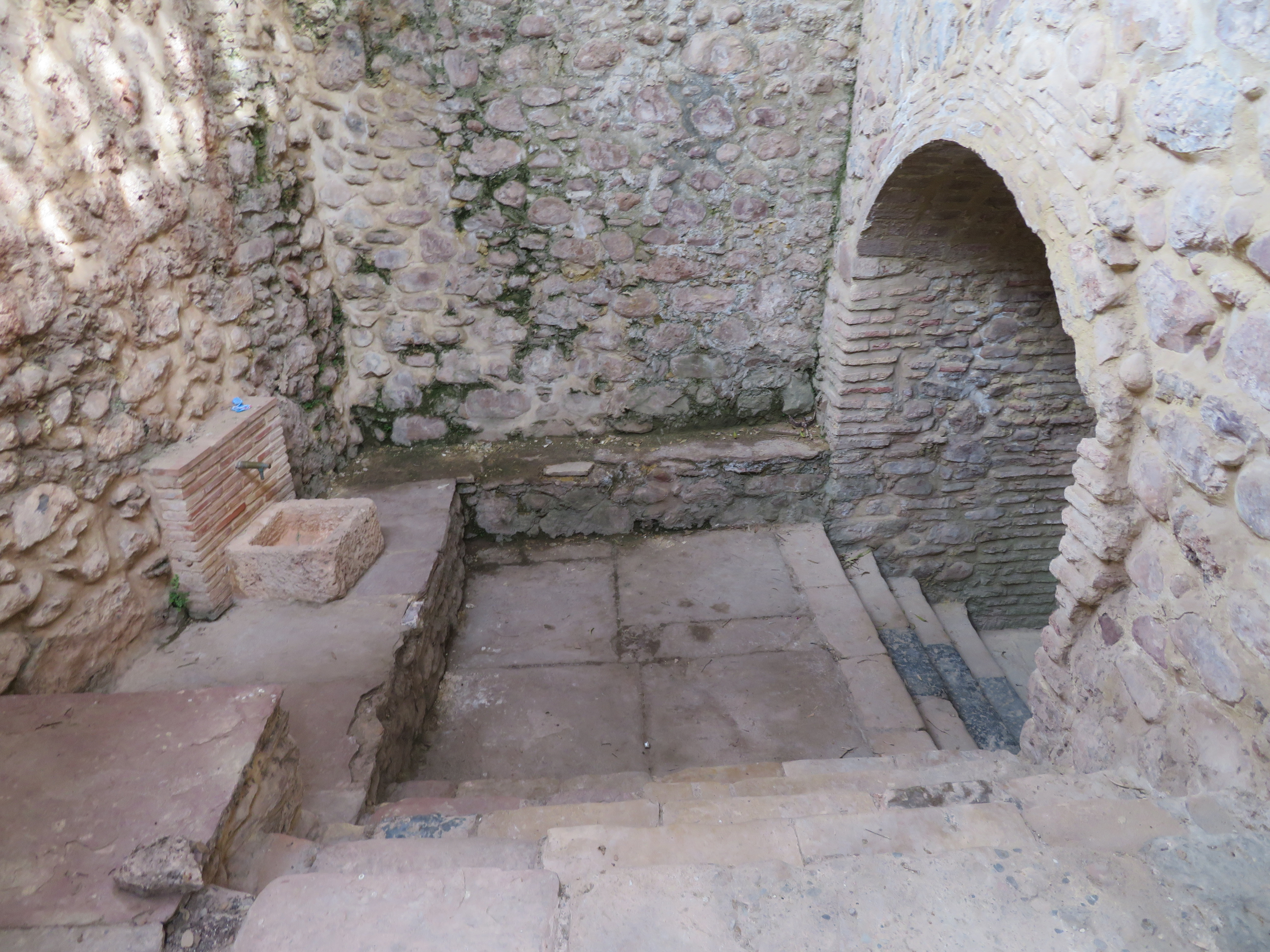
Mittelalterliche Zisterne